# Quinín
Joaquín Menéndez Loureiro, conocido como Quinín (Cartagena, Región de Murcia, España, 10 de mayo de 1983), es un exfutbolista español.

## Trayectoria
Quinín se formó en las categorías inferiores de la EF San Ginés, pasó por el juvenil del Real Murcia y más tarde, ficharía por el equipo de su ciudad, el Cartagonova FC dónde debutaría en la Segunda B.
Tras concluir la temporada, el jugador se marchó al Servette FC de la liga suiza.
En las siguientes temporadas el jugador formaría parte del Club Deportivo Baza, la Cultural Leonesa, y más tarde regresaría a su tierra para jugar en el Murcia B, donde luciría el brazalete de capitán durante dos temporadas. 
En 2009 firmaría con el Alicante CF en Segunda B y en el mercado de invierno se marchó al Sangonera Atlético. La temporada siguiente militó en el Melilla. En agosto de 2011 volvería otra vez a su tierra para jugar en el Club de Fútbol La Unión de Segunda B, club acuciado por los pagos, donde volvería a llevar el brazalete de capitán, hasta su lesión en febrero de 2012, tras la que tuvo que decir adiós a la temporada.

## Clubes
| Club                  | País   | Año       |
| --------------------- | ------ | --------- |
| Cartagonova FC        | España | 2002-2004 |
| Servette FC           | Suiza  | 2004-2005 |
| Club Deportivo Baza   | España | 2005-2006 |
| Cultural Leonesa      | España | 2006-2007 |
| Real Murcia B         | España | 2007-2009 |
| Alicante CF           | España | 2009-2010 |
| Sangonera Atlético CF | España | 2010      |
| UD Melilla            | España | 2010-2011 |
| Caravaca CF           | España | 2011-2012 |
| La Unión CF           | España | 2012-2016 |